# Bonnie Lake
Bonnie Lake är en sjö i Kanada.   Den ligger i provinsen Alberta, i den centrala delen av landet, 2 700 km väster om huvudstaden Ottawa. Bonnie Lake ligger 640 meter över havet. Arean är 0,10 kvadratkilometer. Den sträcker sig 0,5 kilometer i nord-sydlig riktning, och 0,5 kilometer i öst-västlig riktning.
Omgivningarna runt Bonnie Lake är en mosaik av jordbruksmark och naturlig växtlighet. Trakten runt Bonnie Lake är nära nog obefolkad, med mindre än två invånare per kvadratkilometer.